# Club Esportiu Júpiter
El Club Esportiu Júpiter es un club de fútbol, fundado el 1909 en el barrio de Pueblo Nuevo, en Barcelona (España). Actualmente y tras su ascenso militará en la temporada 2025/26 en la Lliga Elit.

## Historia

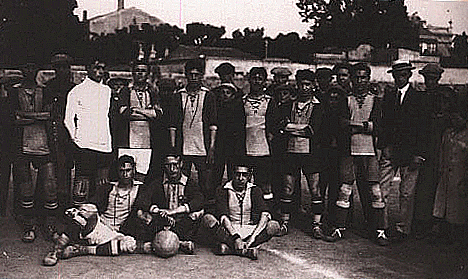
Plantilla de 1916

El CE Júpiter se fundó el 12 de mayo de 1909 en la cervecería Cebrián, en Pueblo Nuevo, en el local que actualmente ocupa la horchatería Tío Che. Los fundadores fueron dos ingleses que entonces trabajaban en Pueblo Nuevo (encabezados por David Mauchan), mediante la fusión de dos equipos amateurs del barrio, el Anglo-Español y el Stadium Nacional. Se escogió el nombre del club en un concurso de globos que esa tarde se celebró en la playa de la Mar Bella. En 1912 se afilió a la Federación Catalana. Sus primeros colores fueron azul cielo y blanco; más tarde el verde y finalmente, el gris-grana actual.
En 1917 el Júpiter se proclamó campeón de Barcelona de Segunda Categoría y en 1925 fue campeón de Cataluña y de España del Grupo B, equivalente a la Copa RFEF actual. En 1929 el Júpiter se proclama campeón de Cataluña de Segunda Categoría Preferente.
Los mejores años del Júpiter fueron en la década de los 30, cuando llegaron a tener 2000 socios y competían con el Fútbol Club Barcelona y Real Club Deportivo Español en el ámbito catalán. Desde su inicio, el Júpiter fue acompañado de connotaciones políticas y su escudo cuadribarrado y estelado fue prohibido el año 1924 por Primo de Rivera. El año siguiente el club visitó al Fútbol Club Barcelona en un partido en que a raíz de la silbada al himno español, se clausuraron las actividades del campo de Les Corts.
En 1939, finalizada la Guerra Civil se volvió a prohibir el escudo del CE Júpiter y se le obligó a cambiar el nombre por el de C.D. Hércules, y los colores gris y grana por verde y blanco. En 1940 se le devuelve el nombre original, pero no el escudo. En 1948 el club inaugura el campo de La Verneda, en la calle Agricultura del barrio de San Martín de Provensals, donde aún juega. El año 1959 con la celebración de las bodas de oro del club, el equipo recupera los colores gris y grana tradicionales. No es hasta la asamblea del año 1989 que los socios acordaron por mayoría devolverle el escudo original al club.
En la temporada 2007-2008 descendió a 1ª territorial. En tres temporadas el club ha sufrido 2 descensos.
En mayo de 2009 comienzan los actos del Centenario del club.
El 18 de marzo de 2010 se le concedió la Medalla de Oro al Mérito Deportivo de la ciudad de Barcelona.
El 16 de mayo de 2010 el C.E. Júpiter se proclama campeón del grupo II de 1ª Regional y asciende de categoría a Regional Preferente para la campaña 2010/2011.
El 29 de mayo de 2011, tras acabar en segunda posición del grupo II de Territorial Preferente, el C.E.Júpiter asciende a 1ª Catalana, categoría en la que jugará la temporada 2011/2012. De esta manera se encadenan dos ascensos consecutivos, un hito histórico para el club del barrio de Pueblo Nuevo/San Martín.
En la siguiente temporada, la 2011/2012 el Júpiter, ascendió mediante los play-offs de ascenso a la Tercera División Grupo V de España, tres ascensos consecutivos que entró en la historia del Júpiter. En la temporada 2012/2013 no consiguen mantener la categoría haciendo una gran segunda vuelta, y vuelven a la Primera Catalana otra vez tras acabar en puestos de descenso (18º).

## Sección Fútbol Femenino
Se crea en 2009, la sección femenina del C.E.Júpiter, coincidiendo con el año del centenario.
En la temporada 2009-2010 asciende de Segunda  a Primera Catalana. Tras el éxito de ascender el primer año el equipo a Primera Catalana, se consigue la temporada 2014/15 subir a Preferente.

## Títulos

### Palmarés
- 1 Campeonato de Barcelona de Segunda Categoría (1917).
- 5 Campeonato de Cataluña de Segunda Categoría (1916-17, 1924-25, 1927-28, 1928-29, 1936-37).
- 1 Campeonato de España de Segunda Categoría (equivalente a la Liga de 2a división actual) (1925).
- 5 Torneo Históricos del Fútbol Catalán (1985, 1988, 1989, 1995 y 2000).
- 3 Campeonatos de Liga de Regional (actual Primera Catalana) (1965, 1970 y 2015).
- Finalista de la Copa del Rey de Juveniles de Fútbol (1966).
- 1 Campeonato de Liga de Primera Territorial (2010).

### Trofeos amistosos
- 4 Torneo Vila de Sant Martí  (2007,  2009, 2013 y 2014)
- 4 Trofeo Ciudad de Santa Coloma: (4) 1972, 1973, 1976, 1982
- 1 Trofeo Gaspar Matas: (1) 1981

### Número de temporadas en las diferentes categorías en las que ha jugado
- 2 temporadas en Segunda División. (1934-35 y 1935-36)
- 1 temporada en Segunda División B. (1987-88)
- 47 temporadas en Tercera División.
- 20 temporadas en primera categoría regional (Primera Regional, Regional Preferente, Primera Catalana).
- 3 temporadas en Preferente Territorial.
- 2 temporadas en Primera Territorial.